# Damien Ott
Pour les articles homonymes, voir Ott.
Damien Ott est un footballeur français, né le 12 septembre 1965 à Bâle (Suisse). Il évoluait au poste de défenseur. Depuis 1998, il est reconverti en entraîneur.

## Biographie
À la fin des années 1990, il est joueur au FC Saint-Louis Neuweg. 
De 1999 à 2002, il est entraîneur au FC Mulhouse : d'abord des U17, puis de la réserve, puis enfin de l'équipe première. Après une parenthèse de deux ans à Village-Neuf, près de Saint-Louis, il revient à Mulhouse en 2004, alors que le club est en CFA 2. Il réussit le challenge de la remontée immédiate et est maintenu au club jusqu'en 2008, où il part aux SR Colmar.
À Colmar, il remporte le titre de champion de CFA en 2010, puis maintient le club en Championnat de France de football National.
En 2015, il succède à Richard Déziré comme l'entraîneur de l'US Avranches, équipe de National où il reste jusqu'à 2018 et son départ à Bourg Péronnas, où il reste une saison. Il est ensuite, de 2019 à décembre 2021, l'entraîneur adjoint de Laurent Batlles à Troyes.
En mai 2022, il signe un nouveau contrat d'entraîneur à l'US Avranches, qui évolue en National.
Depuis octobre 2024, il entraîne l'AS Cannes (National 2) qu'il a réussi à faire briller en Coupe de France, en éliminant trois clubs de Ligue 2 (Grenoble, Lorient et Guingamp), et portant le club azuréen jusqu’aux demi-finales. Depuis sa nomination, le club a enchaîné 18 matches sans défaite TCC. 

## Palmarès
- Joueur :
  - Champion Excellence : 1998 (FC Saint-Louis)

- Entraîneur :
  - Vice-champion de CFA 2 : 2005 (FC Mulhouse)
  - Champion de CFA : 2010 (SR Colmar)